# Verkettungsfaktor

Sternschaltung im Dreiphasensystem

Dreieckschaltung im Dreiphasensystem

Der Verkettungsfaktor gibt in Mehrphasensystemen das Verhältnis der elektrischen Spannung zwischen zwei benachbarten Außenleitern zum Wert der Sternspannung zwischen einem beliebigen Außenleiter und dem Sternpunkt an. Bei symmetrischer Belastung gilt dies auch für die Stromstärken.

## Begriffe
In einem Mehrphasensystem treten unterschiedliche Spannungen auf. Leitungs- und Sternspannung bzw. Phasenspannung sind unabhängig von Bauelementen über die Begriffe Außen- und Neutralleiter festgelegt, die Strangspannung hingegen unabhängig von den Leitern nur über das Bauelement, auf das sie sich bezieht:
- Die Spannung zwischen zwei aufeinanderfolgenden Außenleitern wird als verkettete Spannung oder (Außen-)Leiterspannung, bei Dreiphasensystemen auch als Dreieckspannung bezeichnet. Beispiel im Dreiphasensystem: U31 ist die Spannung zwischen den Außenleitern L3 und L1.
- Die Spannung zwischen je einem der drei Außenleiter und dem Sternpunkt des Netzes wird als Sternspannung bezeichnet. Allgemeiner bezeichnet man die Spannung zwischen je einem der drei Außenleiter (auch: Phasen) gegen Neutralleiter und gegen Schutzleiter als Phasenspannung. Beispiel: U1N ist die Spannung zwischen dem Außenleiter L1 und dem (meist geerdeten) Sternpunkt. Sie ist um den Verkettungsfaktor niedriger als die verkettete Spannung.
- Jeder Strang eines Drehstromgenerators oder Drehstromverbrauchers kann als Zweipol dargestellt werden. Strangspannungen eines Drehstromgenerators oder Drehstromverbrauchers bezeichnen die Spannungen, die über den entsprechenden Zweipolen abfallen. Wicklungsstrangspannungen fallen bspw. über Wicklungssträngen von Drehstromgeneratoren ab, Verbraucherstrangspannungen über Verbrauchersträngen. Die (Verbraucher-)Strangspannung UStr stimmt bei der Sternschaltung mit der Sternspannung, bei der Dreiecksschaltung mit der Leiterspannung überein.[1]

## Dreiphasensystem
Der Verkettungsfaktor ist im zeitlichen Versatz (= Phasenverschiebung) der Wechselspannungen begründet und beträgt bei Dreiphasensystemen
{\displaystyle {\sqrt {3}}\approx 1{,}732}.
Daraus folgt zum Beispiel aus der in Niederspannungsnetzen in Europa üblichen Sternspannung von 230 V die verkettete Spannung
{\displaystyle U=230\,\mathrm {V} \cdot {\sqrt {3}}\approx 400\,\mathrm {V} }.
Allgemein gilt der Zusammenhang
{\displaystyle {\mbox{Leiterspannung}}={\sqrt {3}}\cdot {\mbox{Phasenspannung}}}.
In Hochspannungsnetzen wird üblicherweise als Nennwert die verkettete Spannung angegeben. Beispiel: Bei einer 110-kV-Leitung beträgt die Dreieckspannung zwischen zwei Außenleitern 110 kV und die Sternspannung zwischen einem Außenleiter und dem Erdpotential, das im Regelfall durch das elektrische Potential des Sternpunkts gegeben ist, {\displaystyle {\tfrac {110\,\mathrm {kV} }{\sqrt {3}}}\approx 63{,}5\,\mathrm {kV} }.
Auch beim in der elektrischen Energietechnik verwendeten Per-Unit-System (pu) ist der Verkettungsfaktor in den Bezugswerten bereits enthalten.

### Herleitung

Spannungs-Zeigerdiagramm im Dreiphasensystem in der komplexen Zahlenebene. In rot sind die drei Sternspannungen, in schwarz ist eine der drei verketteten Spannungen eingezeichnet.

Der Verkettungsfaktor {\displaystyle {\sqrt {3}}} für ein Dreiphasensystem errechnet sich anhand des rechts dargestellten Zeigerdiagramms sowie den Eigenschaften des Kosinus:
{\displaystyle {\frac {1}{2}}\cdot U_{\text{L3L1}}=U_{\text{L1}}\cdot \cos 30^{\circ }=U_{\text{L1}}\cdot {\frac {\sqrt {3}}{2}}}
daraus folgt:
{\displaystyle {U_{\text{L3L1}}}={\sqrt {3}}\cdot {U_{\text{L1}}}}

## m-Phasensysteme
Der Verkettungsfaktor ergibt sich in symmetrischen Mehrphasensystem in Abhängigkeit von der Phasenanzahl {\displaystyle m}, {\displaystyle m\geq 2}, allgemein zu:
{\displaystyle {U_{\text{L1L2}}}=2\cdot \sin \left({\frac {\pi }{m}}\right)\cdot U_{\text{L1}}}   (Berechnung im Bogenmaß)
Daraus ergibt sich der Verkettungsfaktor in verschiedenen Phasensystemen zu:
| Phasenanzahl {\displaystyle m} | Verkettungsfaktor                                                   |
| ------------------------------ | ------------------------------------------------------------------- |
| 2                              | {\displaystyle 2}                                                   |
| 3                              | {\displaystyle {\sqrt {3}}\approx 1{,}732}                          |
| 4                              | {\displaystyle {\sqrt {2}}\approx 1{,}414}                          |
| 5                              | {\displaystyle {\frac {\sqrt {10-2{\sqrt {5}}}}{2}}\approx 1{,}176} |
| 6                              | {\displaystyle 1}                                                   |
| ≥ 7                            | {\displaystyle <1}                                                  |

In Phasensystemen mit mehr als sechs Phasen ist die verkettete Spannung zwischen zwei benachbarten Außenleitern somit immer kleiner als die Sternspannung.